# Makinami
Il Makinami (巻波? lett. "Onda arricciata") è stato un cacciatorpediniere della Marina imperiale giapponese, quarta unità della classe Yugumo. Fu varato nel dicembre 1941 dal cantiere navale di Maizuru.
Appartenente alla 31ª Divisione, partecipò a quasi tutta la campagna di Guadalcanal dapprima come parte dello schermo difensivo delle portaerei, poi nelle pericolose missioni del Tokyo Express. Fu danneggiato abbastanza pesantemente all'inizio dello sgombero delle forze giapponesi da Guadalcanal, nel febbraio 1943, e rimase in riparazione a lungo. Rientrò in linea a settembre operando da Truk e soprattutto da Rabaul, in funzione di trasporto rapido oppure proteggendo altri cacciatorpediniere che recavano rinforzi alle varie guarnigioni nipponiche. Proprio nel corso di una di queste missioni, diretta all'isola di Buka, fu colto alla sprovvista da una formazione di cacciatorpediniere statunitensi che eseguì un eccellente attacco notturno il 25 novembre; subito messo a mal partito, affondò con quasi tutto l'equipaggio.

## Servizio operativo

### Costruzione
Il cacciatorpediniere Makinami fu ordinato nell'anno fiscale edito dal governo giapponese nel 1939. La sua chiglia fu impostata nel cantiere navale dell'arsenale militare di Maizuru l'11 aprile 1941 e il varo avvenne il 17 dicembre 1941 oppure, come attesta un'altra fonte, il 27 dicembre dello stesso anno; fu completato il 18 agosto 1942. Il comando fu affidato al capitano di fregata Toyoji Hitomi e, il 31 agosto, la nave costituì con il gemello Naganami la 31ª Divisione cacciatorpediniere, dipendente dalla 2ª Squadriglia della 2ª Flotta.

### 1942
Il 6 settembre 1942 il Makinami e il gregario assunsero la scorta della seconda sezione della 3ª Divisione corazzate (Kongo, Haruna) che, da Kure, salpò alla volta della base di Truk, toccata il 10. Nelle tre settimane successive parteciparono alle regolari e infruttuose sortite delle forze da battaglia a nord delle isole Salomone e furono raggiunti dal terzo componente della divisione, il Takanami. Verso la metà di ottobre i tre cacciatorpediniere navigarono con le due navi da battaglia e altri cacciatorpediniere in direzione di Guadalcanal e le coprirono mentre, nella notte del 13-14, bombardarono con successo il conteso aeroporto Henderson. Rimasero nell'area anche nella notte del 15-16, quando gli incrociatori pesanti Maya e Myoko ripeterono il cannoneggiamento delle piste aeree in mano statunitense, quindi ripiegarono verso nord per riunirsi in alto mare alla 2ª e 3ª Flotta. Furono così presenti alla drammatica battaglia delle isole Santa Cruz (25-26 ottobre): in particolare la 31ª Divisione militò nella "Forza avanzata" del viceammiraglio Nobutake Kondō, rimasta comunque abbastanza ai margini del combattimento. Rientrati a Truk, il Makinami e i gregari ne salparono il 3 novembre di scorta alla 7ª Divisione incrociatori (Suzuya, Kumano) fino alle isole Shortland, raggiunte il 5. Qui si trovavano diversi altri cacciatorpediniere con i quali, il 7 e il 10 novembre, il Makinami completò due viaggi del Tokyo Express verso Guadalcanal (il Naganami e il Takanami furono danneggiati nella prima occasione e non furono schierati il 10). Alle Shortland si era intanto concentrato un convoglio di undici unità, la cui difesa fu affidata all'intera 2ª Squadriglia: nel corso della complessa battaglia navale di Guadalcanal il Makinami e i gregari cercarono senza successo di proteggere le preziose navi da carico dagli attacchi aerei statunitensi; il Makinami salvò circa 1000 naufraghi dall'Arizona Maru e i pochi trasporti sopravvissuti si incagliarono la mattina del 15 novembre sulle coste di Guadalcanal: la 31ª Divisione e il resto della squadriglia ripiegarono. Il 24 novembre il Makinami partecipò alla difesa di un convoglio che, dalle Shortland, recò rinforzi alla base aerea di Munda in Nuova Georgia, da poco operativa. Il 30 seguì il resto della 2ª Squadriglia in una missione di rifornimento per Guadalcanal, la prima che faceva uso dei fusti stagni da rilasciare vicino riva, evitando così di ancorare le navi; la formazione giapponese fu intercettata da una squadra statunitense ma il Makinami, i cui ponti erano ingombri di fusti, non partecipò attivamente al breve, cruento scontro che costò la distruzione del Takanami. Tra il 2 e il 3 dicembre, invece, fece parte della forza di copertura con il Naganami e lo Yugure per altri sette cacciatorpediniere, ma non si palesò alcuna opposizione. Il 16 e il 21 dicembre completò quindi due trasporti truppe a Munda.

### 1943 e l'affondamento
Il 2 gennaio 1943 la 31ª Divisione protesse un ennesimo viaggio del Tokyo Express a Guadalcanal; otto giorni più tardi fu invece integrata nel gruppo da trasporto, ma il Naganami fu escluso all'ultimo momento per problemi alle macchine. Il 27 gennaio, alle Shortland, il Makinami fu selezionato dal contrammiraglio Shintarō Hashimoto come nave ammiraglia per la sua 3ª Squadriglia, incaricata di evacuare le truppe nipponiche sull'isola e, perciò, nettamente aumentata nel numero. L'operazione ebbe inizio il 1º febbraio, con il Makinami in testa alla formazione di difesa; il raggruppamento navale fu ben presto localizzato dagli statunitensi e si verificò un pesante attacco aereo durante il quale, comunque, solo il Makinami fu messo fuori uso: bombe quasi giunte a segno provocarono falle e le sale macchine furono inondate. Immobilizzato, il Makinami fu abbandonato dal contrammiraglio Hashimoto in favore dello Shirayuki e fu preso al traino dal Fumizuki, che lo riportò alle Shortland. Il 6 febbraio il Makinami riuscì a salpare con mezzi propri e a raggiungere la piazzaforte di Rabaul, ma si fermò solamente a Truk dove fu sottoposto a riparazioni provvisorie. Arrivò in Giappone, precisamente a Maizuru, soltanto il 24 aprile. Il capitano Hitomi rimase nell'arsenale e, il 20 maggio, cumulò in via provvisoria il comando dei cacciatorpediniere Hatsuharu e Shiranui: anch'essi, gravemente danneggiati, erano stati portati a Maizuru per la ricostruzione e Hitomi ne mantenne la responsabilità sino al 10 settembre. Nel corso dei lavori la contraerea del Makinami fu incrementata: gli impianti binati di cannoni Type 96 da 25 mm, situati ai lati del fumaiolo posteriore, furono scambiati con due installazioni triple e una coppia di Type 96 fu piazzata davanti alla torre di comando, su una piattaforma appositamente costruita. Infine l'albero tripode prodiero fu rinforzato per ospitare una piccola piattaforma sorreggente un radar Type 22, adatto all'individuazione di bersagli navali; alla base dell'albero fu costruita una camera per gli operatori.
Il 15 settembre il Makinami era in piena efficienza e salpò immediatamente verso Shanghai: qui si aggregò ai cacciatorpediniere Hibiki e Yamagumo in difesa di un convoglio composto da quattro unità (compresa la portaidrovolanti Akitsushima) che aveva a bordo reparti della 17ª Divisione fanteria. Il 2 ottobre fu toccata Truk e il 5 Rabaul, dove scesero gli uomini, quindi il convoglio e la scorta tornarono all'atollo, dove il Makinami si riunì al gemello Naganami. Tra il 17 e il 26 la 31ª Divisione fu tra le numerose navi della Flotta Combinata inviate nella zona dell'atollo di Eniwetok, in base a informazioni di un'imminente incursione aeronavale statunitense sulle isole Marshall: gli americani, comunque, non si palesarono. Di nuovo rimasto solo, il 6 novembre il Makinami formò con altre navi la forza di copertura per altri cacciatorpediniere che sbarcarono un migliaio di soldati a Bougainville, sulla quale era approdata pochi giorni prima la 3rd Marine Division. Si portò dunque a Rabaul dove già si trovava il gregario e dove, la mattina dell'11, si abbatté un massiccio attacco aereo: conclusa l'incursione, il Makinami illeso prese al rimorchio il Naganami duramente colpito per spostarlo nella parte più interna della rada. Riprese perciò le missioni di trasporto e rifornimento assegnato via via a diverse formazioni; il 19 recò truppe a Garove, nelle isole di Vitu, poi il 21 fece parte di una squadra che trasferì rinforzi a Buka e sgomberò personale non necessario. Una missione identica per scopi e destinazione fu ripetuta il 24: il Makinami costituì con l'Onami la scorta, tre altri cacciatorpediniere (Amagiri, Yugiri, Uzuki) il gruppo di trasporto. Le cinque unità arrivarono non viste a Buka, il secondo gruppo fece scendere i soldati e imbarcò centinaia tra feriti, piloti senza aerei e altro personale. I giapponesi non sapevano, tuttavia, che il COMSOPAC aveva inviato nelle acque tra la Nuova Britannia e Buka una forza di cinque cacciatorpediniere che, all'inizio del 25 novembre, localizzarono e attaccarono le navi nipponiche sulla via del ritorno. Il Makinami e l'Onami furono incontestabilmente colti di sorpresa dall'attacco silurante statunitense. Mentre l'Onami scompariva in una grande esplosione, il Makinami rimase immobile e in fiamme dopo essere stato centrato da un ordigno, che quasi spezzò la chiglia. Chi non rimase ucciso in questo frangente perì quando due dei cacciatorpediniere avversari finirono a cannonate l'unità imperiale: il relitto devastato del Makinami sprofondò 55 miglia a est-sud-est di Capo San Giorgio, in Nuova Irlanda (5°14′S 153°50′E). Tra l'equipaggio si salvarono solo ventotto uomini su una delle lance di salvataggio del cacciatorpediniere, con la quale raggiunsero l'isola. Il capitano Hitomi non era sopravvissuto.
Il 10 febbraio 1944 il Makinami fu rimosso dai ruoli della Marina imperiale.